# Rábatöttös
Rábatöttös là một thị trấn thuộc hạt Vas, Hungary. Thị trấn này có diện tích 6,48 km², dân số năm 2010 là 224 người, mật độ 35 người/km².